# Pino Torinese
Pino Torinese là một đô thị ở tỉnh Torino trong vùng Piedmont, có vị trí cách khoảng 6 km về phía đông nam của Torino, nước Ý. Tại thời điểm ngày 31 tháng 12 năm 2004, đô thị này có dân số 8.586 người và diện tích là 21,9 km².
Đô thị Pino Torinese có các frazioni (các đơn vị trực thuộc, chủ yếu là các làng) Cento Croci, Strada San Felice, và Valle Ceppi.
Pino Torinese giáp các đô thị: Torino, Baldissero Torinese, Chieri, Pecetto Torinese, Cambiano.
It is the site of the Observatory of Turin, founded in 1759.